# Chuckie Williams
Charles Leon Williams, detto Chuckie (Columbus, 31 dicembre 1953), è un ex cestista statunitense, professionista nella NBA.

## Carriera
Venne selezionato dai Cleveland Cavaliers al primo giro del Draft NBA 1976 (15ª scelta assoluta).